# بیا درباره عشق حرف بزنیم
«بیا درباره عشق حرف بزنیم» (به انگلیسی: Let's Talk About Love) آلبومی از هنرمند اهل کانادا سلین دیون است که در ۱۴ نوامبر ۱۹۹۷ منتشر شد.